# Manoir Laurens
Le Manoir Laurens (ou «Manoir Jean-Paul Laurens») est un ensemble architectural néo-médiéval construit pour l'artiste Jean-Paul Laurens et situé à Yport, dans le département de Seine-Maritime en région Normandie.

## Histoire
De séjour à Yport en 1872, le peintre d'histoire et membre de l'Institut Jean-Paul Laurens acquiert plusieurs grands terrains qu'occupe une ancienne corderie. Il confie à l'architecte Georges Diéterle, disciple de Corot, la construction d'une villa selon ses propres conceptions.
Son édification accompagne l'engouement des artistes comme des grandes familles d'affaires pour les villégiatures balnéaires de la côte d'Albâtre dans la seconde moitié du XIXe siècle parmi lesquelles, dès 1855, la discrète cité maritime.
Il s'y fédère une communauté saisonnière informelle, «l'Académie d'Yport», où se côtoient artistes (Auguste Rodin, qui réalise en 1882 le buste de Jean-Paul Laurens; Camille Corot, Claude Monet, Camille Pissarro, Auguste Renoir), compositeurs (Jules Massenet, André Messager) et hommes de lettres (Gustave Flaubert, Guy de Maupassant, Charles Péguy et André Gide qui compose au manoir, durant son séjour de l'été 1893 "La Tentative Amoureuse").
Dans le vaste atelier de la villa, Jean-Paul Laurens travaille à la conception des fresques du Panthéon, (Mort de Sainte Geneviève), de l'hôtel de ville de Paris (La Voûte d'Acier), du Capitole de Toulouse et du théâtre de l'Odéon. Il y réalise en 1914, son unique œuvre statuaire d'ampleur: le gisant de Madeleine Laurens, née Willemsens, son épouse.
Le manoir devient en 1972 et jusqu'à sa mort en 2003, la résidence du peintre et sculpteur expressionniste fécampois Jef Friboulet,.

## Description
Le manoir Laurens est un ensemble néo-médiéval éclectique, bâti à flanc de colline et intégrant les arcatures romanes de l’ancienne corderie des origines. Il associe influences byzantines, toscanes et normandes. Ses jardins en terrasses s'étendent sur le versant d'amont de la valleuse d'Yport.
La construction en silex rehaussée de briques, commune au pays de Caux, présente des baies en plein cintre, dont certaines géminées, d'inspiration italianisante. Le deuxième étage à colombages en encorbellement emprunte à la tradition normande médiévale, tandis que sa haute tour d'angle hors-d'œuvre, percée de fenêtres en plein-cintre, évoque l'architecture défensive d'une citadelle romane. Une longue galerie en surplomb, reliant le corps principal à un bâtiment à vocation conjecturale de chapelle, complète l'édifice.
Aux éléments de décor gothiques de certains espaces intérieurs (dont des réemplois du XVe siècle) répondent d'autres aux références mérovingiennes et flamandes. Jean-Paul Laurens, qui se charge lui-même de l'aménagement de la villa, y exécute un ensemble de fresques.
Il en résulte un objet architectural aux forts contrastes de superficies et de volumes, édifié sur un axe est-ouest propre à capturer et infléchir la lumière: de grandes pièces lumineuses succèdent à des corridors d'atmosphère sépulcrale, constituant ainsi le vaste décor propice à la composition picturale voulu par son maître d'ouvrage.